# Система вопросов и ответов (веб-сервис)
Система вопросов и ответов — категория веб-сайтов, которые позволяют пользователям задавать собственные вопросы и отвечать на вопросы других участников сообщества.
Часто пользователи могут голосовать за ответы, являющиеся по их мнению правильными.
Системы вопросов и ответов являются яркими представителями Web 2.0, так как их наполнением занимаются непосредственно пользователи (user-generated content).

## Ресурсы
- Formspring (2009—2022)
- Quora
- Stack Overflow
- Yahoo! Answers (2005—2021)
- Генон
- ЗнайКак
- Ответы Mail.ru
- Ask.fm
- Яндекс.Кью (2015—2023)
- Google Вопросы и ответы (2007—2014)[1][2]

- Большой вопрос.ru